# Blekspindling
Blekspindling (Cortinarius caesiostramineus) är en svampart som beskrevs av Rob. Henry 1939. Blekspindling ingår i släktet Cortinarius och familjen spindlingar.  Arten är reproducerande i Sverige. Inga underarter finns listade i Catalogue of Life.